# 1949 en sports équestres
Chronologie des sports équestres
- 1948 en sports équestres - 1949 en sports équestres - 1950 en sports équestres

Cet article présente les faits marquants de l'année 1949 en sports équestres.

## Événements

### Février
- 5 février 1949 : le cheval Huaso sous la selle du capitaine Alberto Larraguibel établit le record du monde de saut en hauteur (2.47 m) à Viña del Mar (Chili).

### Année
- première édition du concours complet international Badminton Horse Trials (Royaume-Uni).